# Azolidine
Les azolidines ou pyrrolidines, aussi connues sous le nom de tétrahydroazoles ou tétrahydropyrroles, sont les azoles tétrahydrogénées, appelées également ainsi azolanes. Elles possèdent un composé hétérocyclique ayant un cycle à 5 atomes dont un atome d'azote.
L'élément le plus simple de ce groupe est la pyrrolidine.

Pyrrolidine

## Diazolidine
- Pyrazolidine (en)
- Imidazolidine

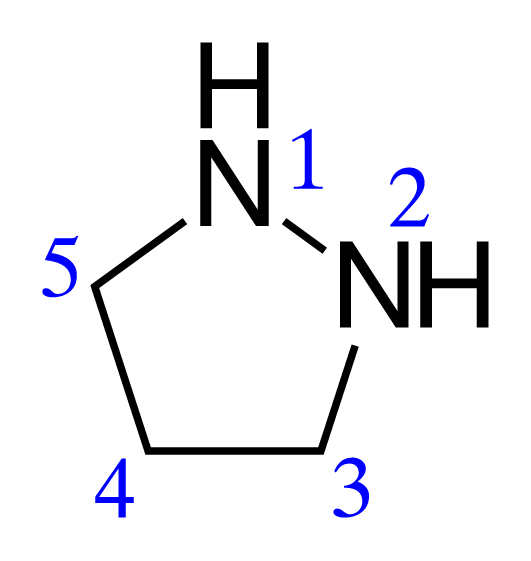
Pyrazolidine
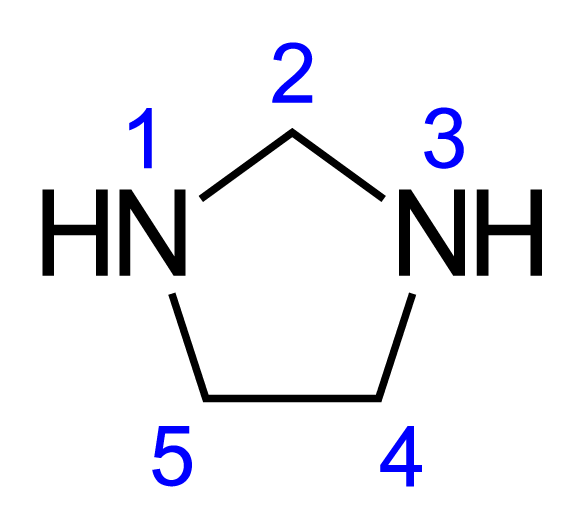
Imidazolidine